# ピエタリ・インキネン
ピエタリ・インキネン（Pietari Inkinen, 1980年4月29日- ）は、フィンランド出身のヴァイオリニスト、指揮者。

## 人物・来歴
4歳の時に北キュミ音楽院でヴァイオリンを習い始め、シベリウス音楽院でトォマス・ハーパネンに師事。14歳でヨルマ・パヌラ、その後、レイフ・セーゲルスタム、アッツォ・アルミラらに師事し、指揮法の指導を受ける。1998年にケルン音楽大学でザハール・ブロンに師事。ネーメ・ヤルヴィ主催のマスタークラスに参加し指揮の指導を受ける。
第9回クオピオ・ヴァイオリン・コンクール第1位（2000年）、第8回国際ジャン・シベリウス・ヴァイオリン・コンクール第4位と特別演奏賞を受賞。
ヴァイオリニストとしては、フィンランド放送交響楽団、ヘルシンキ・フィルハーモニー管弦楽団、タンペレ・フィルハーモニー管弦楽団など、フィンランドの主要オーケストラとの共演多数。ピンカス・ズーカーマン、イツァーク・パールマン、アナ・チュマチェンコ、オッリ・ムストネンなどの演奏者とも共演活動を行っている。室内楽では自ら率いる“インキネン・トリオ”でロンドン公演を行っている。現在は、フィンランドのギレンバーグ財団が所有する1732年製のカルロ・ベルゴンツィを使用している。
指揮者として、ヘルシンキ・フィルハーモニー管弦楽団、スウェーデン放送交響楽団ほか、北欧の主要オーケストラとの共演多数。イスラエル・フィルハーモニー管弦楽団、BBCスコティッシュ交響楽団、BBCフィルハーモニック、hr交響楽団（旧フランクフルト放送交響楽団）、ミラノ・ジュゼッペ・ヴェルディ交響楽団、香港・フィルハーモニー管弦楽団、国立芸術センター管弦楽団、ラインラント＝プファルツ州立フィルハーモニー管弦楽団、ボーンマス交響楽団、KBS交響楽団、日本フィルハーモニー交響楽団、大阪フィルハーモニー交響楽団他との演奏多数。
2008年1月、ジェームズ・ジャッドの後任としてニュージーランド交響楽団音楽監督に就任。2009年9月から日本フィルハーモニー交響楽団首席客演指揮者に就任し、第613回定期演奏会（サントリーホール）で就任後初となる演奏会を行った。2016年9月から3年の任期で同楽団首席指揮者に就任。
2015年9月から3年の任期でプラハ交響楽団首席指揮者に就任。2015年度ルートヴィヒスブルク音楽祭音楽監督を務める。
2015年シーズンを持ち、ニュージーランド響音楽監督を退任。2016年9月から同楽団名誉指揮者の地位にある。
2017-2018年シーズンから4年任期でザールブリュッケン・カイザースラウテルン・ドイツ放送フィルハーモニー管弦楽団首席指揮者に就任。
2018年6月には、日本フィルとの契約を2020-2021シーズンまで延長することに合意。このコンビで第6回・日本フィルヨーロッパ公演（2019年4月）を行う。
2020年のバイロイト音楽祭の指揮者に指名されたが新型コロナウイルス感染症の流行 (2019年-)により、音楽祭が中止となった。
2021年5月、韓国・KBS交響楽団の第9代音楽監督に就任することが発表された。就任は、2022年1月1日付、任期は3年間。また、日本フィルとの契約を2年間延長し、2023年8月末までの契約延長に合意。
2023年8月末で、日本フィル首席指揮者を退任。同年5月21日の「第400回 名曲コンサート」（サントリーホール）が最終演奏となった。
オペラの指揮活動も積極的に行い、フィンランド国立オペラに定期出演。2006年にモネ劇場で「春の祭典」を指揮してベルギー公演を行った。
ナクソスとの関係が深いニュージーランド響との収録CDを多数発表している。2010年 -2011年にニュージーランド響と、2013年に日本フィルとそれぞれシベリウス交響曲全集録音を行っている。
演奏会ではフィンランド出身の作曲家ジャン・シベリウスの演目を指揮することが多い。